# Parupeneus biaculeatus
Parupeneus biaculeatus Richardson, 1846 è un pesce di mare appartenente alla famiglia Mullidae.

## Distribuzione
Proviene dalle barriere coralline del nord-est dell'oceano Pacifico. Nuota soprattutto al di sotto dei 10 m di profondità in zone con fondali sabbiosi, ricche di coralli.

## Descrizione
Presenta un corpo appena compresso sull'addome, con il dorso marrone-rossiccio e il ventre bianco. Sul dorso, nella zona marrone, sono presenti due striature, una giallastra e una bianca, che si uniscono in prossimità del peduncolo caudale. Le pinne sono trasparenti, la pinna caudale è biforcuta. Le due pinne dorsali sono piccole e di forma triangolare. I barbigli sono bianchi-rosati.
La lunghezza massima registrata è di 19 cm.

## Alimentazione
La sua dieta, carnivora, è composta soprattutto da piccoli invertebrati marini che trova prevalentemente nella sabbia, come i piccoli crostacei e policheti. Si nutre anche di foraminiferi.